# Miss Allie

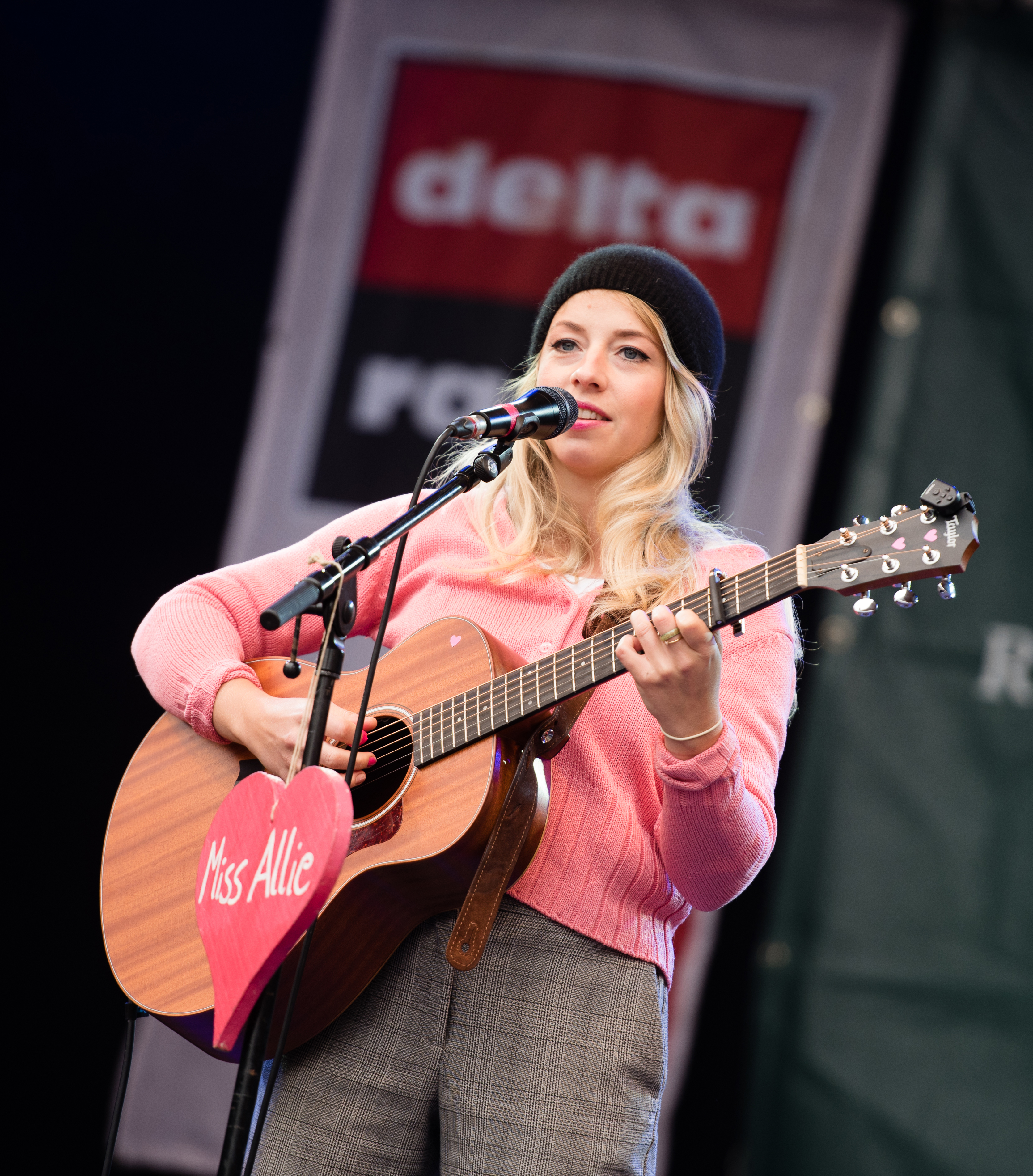
Miss Allie, 2018

Miss Allie (* 15. Juni 1990 als Elisa Hantsch in Berlin) ist eine deutsche Liedermacherin und Singer-Songwriterin.

## Leben
Hantsch wurde 1990 in Berlin geboren, wuchs in Mecklenburg auf und studierte Kulturwissenschaften an der Universität Lüneburg. Ihre Masterarbeit in dem Fach verfasste sie über Singer-Songwriter im 21. Jahrhundert. Sie lebt in Lüneburg.
Miss Allie veröffentlichte 2016 ihr Debütalbum THIS IS WHY!, das zwölf englischsprachige Songs enthält. Im Januar 2018 veröffentlichte sie ihr Live-Album Mein Herz und die Toilette und war unter anderem bei Lieder auf Banz zu hören.
Sie wurde für ihre Musik mehrmals ausgezeichnet. Im Oktober 2017 gewann sie den ersten Platz beim Freisprung Theaterfestival, 2018 zeichnete die Hanns-Seidel-Stiftung sie mit dem Preis für junge Liedermacher aus. Weiterhin lud NightWash sie nach Köln ein, und sie trat 2018 in der Ladies Night beim WDR sowie im September 2019 beim 3sat-Festival auf. Im selben Jahr veröffentlichte sie mit ihrem Vater Hans Peter und dessen Mittelaltermusik-/Folk-Band Hinterhof den Song mit dem dazugehörigen Video Der Stolz des Königs. Im November 2020 trat sie in der Sat.1-Show Luke! Die Greatnightshow auf. 2023 wirkte sie bei der Stand-up-Mix-Show Funny Bones von Carolin Kebekus mit.
2024 trat sie zum dritten Mal beim 3sat-Festival auf. Im September 2024 nahm sie am Bundesvision Comedy Contest bei ProSieben teil und vertrat Mecklenburg-Vorpommern. Mit 104 Punkten erreichte sie den dritten Platz.

## Alben
- 2016: THIS IS WHY!
- 2018: Mein Herz und die Toilette
- 2019: Aus Scheiße wird Gold
- 2022: Immer wieder fallen

## Auszeichnungen (Auswahl)
- 2013: 2. Platz – Country, Axeman’s Hall of Fame, Latrobe (Tasmanien)
- 2013: 1. Platz – Singer Contest, Chocolate Winterfest, Latrobe (Tasmanien)
- 2016: 3. Platz – Lunatic Band Contest, Lüneburg
- 2017: 1. Platz – Singer-Songwriter Slam Jahresfinale, Osnabrück[13]
- 2017: 1. Platz – Emergenza BandCamp: Best Band Award 2017
- 2017: 1. Platz – Freisprung Theaterfestival, Rostock[1]
- 2018: Förderpreis für junge Liedermacher 2018 (Lieder auf Banz)
- 2019: 1. Platz Tuttlinger Krähe
- 2019: 1. Platz Goldene Limette beim NDR Comedy Contest[14]
- 2019: Hessischer Kabarettpreis (Publikumspreis)
- 2019: First Ladies Kabarettistinnenpreis (Publikumspreis in der Kategorie Newcomerinnen)[15]
- 2020: Das große Kleinkunstfestival (Publikums- und Jurypreis)
- 2021: Deutscher Kleinkunstpreis (Förderpreis der Stadt Mainz)
- 2022: Bayerischer Kabarettpreis (Musikpreis)[16]
- 2022: St. Ingberter Pfanne (Jurypreis)[17]